# 三橋瀬高バイパス
三橋瀬高バイパス（みつはしせたかバイパス）は、福岡県柳川市からみやま市に至る国道443号のバイパス道路である。

## 概要

### 路線データ
- 起点：福岡県柳川市大和町徳益
- 終点：福岡県みやま市瀬高町小川
- 路線延長：約6.3 km

## 歴史
- 2012年（平成24年）3月27日 - 全線開通。

## 地理

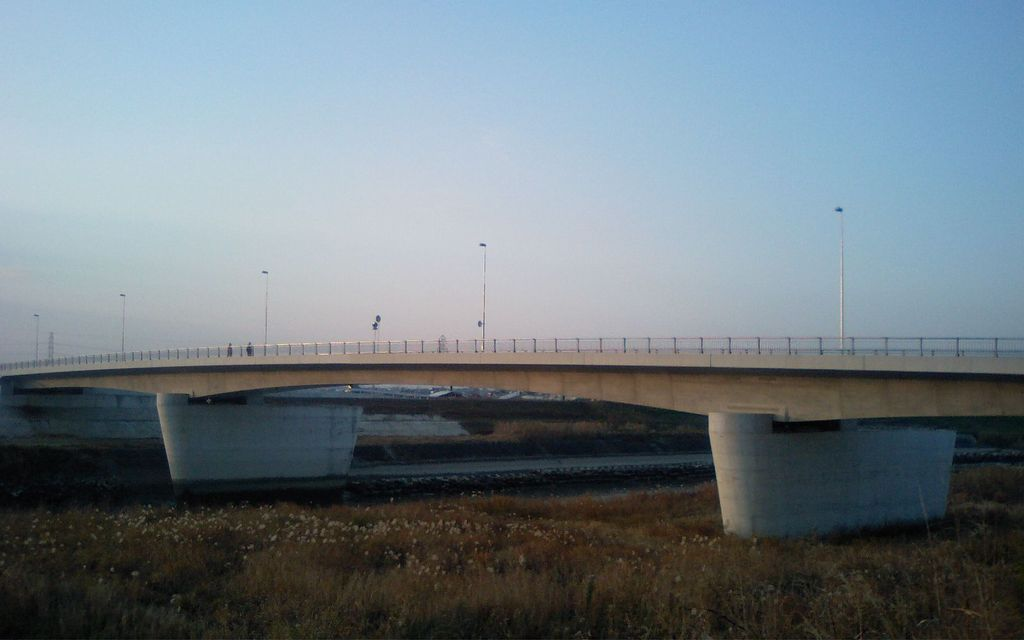
柳川市三橋町とみやま市瀬高町を結ぶ柳瀬大橋（暫定2車線）

### 通過する自治体
- 柳川市
- みやま市

### 交差する道路
- 福岡県道771号谷垣徳益線
- 福岡県道83号大和城島線
- 福岡県道778号江浦瀬高線
- 国道209号
- 国道443号（現道）
- 福岡県道775号本吉小川線バイパス

なお、起点近くで国道208号と交差するが、当バイパスとは直接接続していない。

### 沿線にある施設など
- 有明海沿岸道路徳益IC
- 西鉄天神大牟田線
  - 徳益駅 - 塩塚駅
- 矢部川
- 保健医療経営大学
- みやま市役所
- 鹿児島本線
  - 瀬高駅 - 南瀬高駅
- 道の駅みやま
- 九州自動車道みやま柳川IC